# Huacaybamba (tỉnh)
Tỉnh Huacaybamba (tiếng Tây Ban Nha: Provincia de Huacaybamba) là một tỉnh thuộc vùng Huánuco của Peru. Tỉnh Huacaybamba có diện tích 1744 km², dân số thời điểm theo điều tra dân số ngày 11 tháng 7 năm 1993 là 17719 người. Tỉnh lỵ đóng ở Huacaybamba.